# Reshanda Gray
Reshanda Jacqueta Gray (Los Angeles, 1º giugno 1993) è una cestista statunitense, professionista nella WNBA.

## Carriera
È stata selezionata dalle Minnesota Lynx al secondo giro del Draft WNBA 2015 (16ª scelta assoluta).
Con gli Stati Uniti ha disputato le Universiadi di Kazan' 2013.